# アドベンチャーズ・オブ・ソニック・ザ・ヘッジホッグ
『アドベンチャーズ・オブ・ソニック・ザ・ヘッジホッグ』（原題：Adventures of Sonic the Hedgehog）は、アメリカ合衆国のテレビアニメ。アメリカのDICアニメーション・シティ、セガ・オブ・アメリカ、ボーボット・エンターテイメントが制作し、1993年に番組販売形式で放送され、1998年にはトゥーン・ディズニーでも放送された。
原作となるゲームはアクションを主体とした作品だが、本作は『トムとジェリー』といった過去のカートゥーン作品に近いドタバタコメディの内容となっている。
放送期間中は米ABC放送にて本作とは別作品となる『ソニック・ザ・ヘッジホッグ』が放送され、こちらもDICアニメーション・シティが製作を担当した。

## 登場人物
ソニック・ザ・ヘッジホッグ
- 声優: ジャリール・ホワイト

本作の主人公。惑星モビウスをエッグマンの侵略から守る。
クールかつ正義感が強い性格で、楽しいことが好き。チリドッグが好物。テイルスとは仲が良いが、時に彼がバカな事をするとツッコミを入れる。
マイルス "テイルス" パウアー
- 声優: ルシー・テイラー（パイロット版）→クリストファー・スティーブン・ウェルチ、クリス・ターナー（クリスマススペシャル）

ソニックの相棒。フレンドリーな性格。原作では身体が黄色だが、本作では茶色である。
Dr. エッグマン
- 声優: ロング・ジョン・ボールドリー

モビウスを乗っ取るためにロボットと発明を使うマッドサイエンティスト。皮肉屋かつ残酷な性格。バドニックと呼ばれるマシンを作成し、悪事を働く。
ソニックに敗北するたびに、「I hate that hedgehog!（あの針鼠大嫌いだ！）」と言う。間抜けなスクラッチとグラウンダーにはよくツッコミを入れる。
スクラッチ
- 声優: フィル・ヘイズ

ニワトリ型ロボット。
長身でずる賢く、ココナッツとグラウンダーのリーダー的存在。よくグラウンダーとコンビで行動し、共にソニックを捕まえようと、様々なメカや罠を仕掛けるが、何度もコテンパンにやられて失敗する。
グラウンダー
- 声優: ゲイリー・チョーク

モグラ型ロボット。
頭は悪いが、スクラッチの良き弟分で、よく一緒に行動する。たまにケンカをする事もあるが、実際は仲が良い。
スクラッチと共に何度もソニックを捕まえるために様々なメカや罠を仕掛けるものの、毎回コテンパンにやられる。両手のドリルには開閉機能があり、そこから色々な道具が出てくるようになっている。見た目は重そうだが動きは速い。
ココナッツ
- 声優: イアン・ジェームズ・コレット

サル型ロボット。
頭に付いている電球が特徴的で、側近ロボットとは言えど準レギュラーであり、普段は基地の掃除当番として働いている雑用である。自分の立場にとても不満を抱いているが、エピソードによってはスクラッチやグラウンダーと共に行動している事もある。

## スタッフ
- 制作総指揮 - アンディ・ヘイワード、ロビー・ロンドン
- プロデューサー・監督 - ケント・バターワース
- 絵コンテ - ミリメートル・ディブジョ・アニメーション
- 制作協力 - ・虹橋動画、鴻鷹動画、セロム・プロダクション、東京ムービー新社[1]
- 製作協力 - テレシンコ
- 製作 - DICアニメーション・シティ、セガ・オブ・アメリカ、ボーボット・エンターテイメント、レイテ・イタリア

## 放映リスト
| #  | サブタイトル                             | 放送日          |
| -- | ---------------------------------------- | --------------- |
| 1  | Best Hedgehog                            | 1993年 9月6日   |
| 2  | Tails' New Home                          | 9月7日          |
| 3  | Birth of a Salesman                      | 9月8日          |
| 4  | Submerged Sonic                          | 9月9日          |
| 5  | Pseudo Sonic                             | 9月10日         |
| 6  | Over the Hill Hero                       | 9月13日         |
| 7  | Robolympics                              | 9月14日         |
| 8  | Lovesick Sonic                           | 9月15日         |
| 9  | Subterranean Sonic                       | 9月16日         |
| 10 | Grounder the Genius                      | 9月17日         |
| 11 | High Stakes Sonic                        | 9月20日         |
| 12 | Blank-Headed Eagle                       | 9月21日         |
| 13 | Boogey-Mania                             | 9月22日         |
| 14 | Big Daddy                                | 9月23日         |
| 15 | The Robotnik Express                     | 9月24日         |
| 16 | Momma Robotnik's Birthday                | 9月27日         |
| 17 | Slowwww Going                            | 9月28日         |
| 18 | So Long Sucker                           | 9月29日         |
| 19 | Robotnik's Rival                         | 9月30日         |
| 20 | Trail of the Missing Tails               | 10月1日         |
| 21 | Momma Robotnik Returns                   | 10月4日         |
| 22 | Too Tall Tails                           | 10月5日         |
| 23 | Super Special Sonic Search & Smash Squad | 10月6日         |
| 24 | Magnificent Sonic                        | 10月7日         |
| 25 | Zoobotnik                                | 10月8日         |
| 26 | Tails in Charge                          | 10月11日        |
| 27 | Musta Been a Beautiful Baby              | 10月12日        |
| 28 | Sonic the Matchmaker                     | 10月13日        |
| 29 | Attack on Pinball Fortress               | 10月14日        |
| 30 | The Last Resort                          | 10月15日        |
| 31 | Coachnik                                 | 10月18日        |
| 32 | Sonic Gets Thrashed                      | 10月19日        |
| 33 | Close Encounter of the Sonic Kind        | 10月20日        |
| 34 | Tails Prevails                           | 10月21日        |
| 35 | Robotnik, Jr.                            | 10月22日        |
| 36 | The Magic Hassle                         | 10月25日        |
| 37 | Black Bot the Pirate                     | 10月26日        |
| 38 | Hedgehog of the 'Hound' Table            | 10月27日        |
| 39 | Robotnik's Pyramid Scheme                | 10月28日        |
| 40 | Prehistoric Sonic                        | 10月29日        |
| 41 | Untouchable Sonic                        | 11月1日         |
| 42 | Sonic Breakout                           | 11月2日         |
| 43 | Sonically Ever After                     | 11月3日         |
| 44 | The Mystery of the Missing Hi-tops       | 11月4日         |
| 45 | Super Robotnik                           | 11月5日         |
| 46 | Mass Transit Trouble                     | 11月8日         |
| 47 | Spaceman Sonic                           | 11月9日         |
| 48 | MacHopper                                | 11月10日        |
| 49 | Baby-Sitter Jitters                      | 11月11日        |
| 50 | Full Tilt Tails                          | 11月12日        |
| 51 | Lifestyles of the Sick and Twisted       | 11月15日        |
| 52 | Road Hog                                 | 11月16日        |
| 53 | The Mobius 5000                          | 11月17日        |
| 54 | Honey, I Shrunk the Hedgehog             | 11月18日        |
| 55 | Sonic's Song                             | 11月19日        |
| 56 | Sno Problem                              | 11月22日        |
| 57 | Sonic is Running                         | 11月23日        |
| 58 | Mad Mike, Da Bear Warrior                | 11月24日        |
| 59 | Robotnikland                             | 11月25日        |
| 60 | The Little Merhog                        | 11月26日        |
| 61 | Robo-Ninjas                              | 11月29日        |
| 62 | Fast and Easy                            | 11月30日        |
| 63 | Tails' Tale                              | 12月1日         |
| 64 | The Robots' Robot                        | 12月2日         |
| 65 | Hero of the Year                         | 12月3日         |
| SP | Sonic Christmas Blast                    | 1996年 11月24日 |